# Latvijas Radio
Latvijas Radio (zkráceně LR, v překladu Lotyšský rozhlas) je lotyšská veřejnoprávní rozhlasová společnost. Organizace byla založena 1. listopadu 1925 se sídlem v Rize, v hlavním městě Lotyšska. Je to kulturní instituce Lotyšska - s rozhlasovými hrami, rozhlasovým sborem a dětskými pěveckými skupinami. Hudební archiv obsahuje přibližně 200 tisíc nahrávek. Od 1. ledna 1993 je členem Evropské vysílací unie.

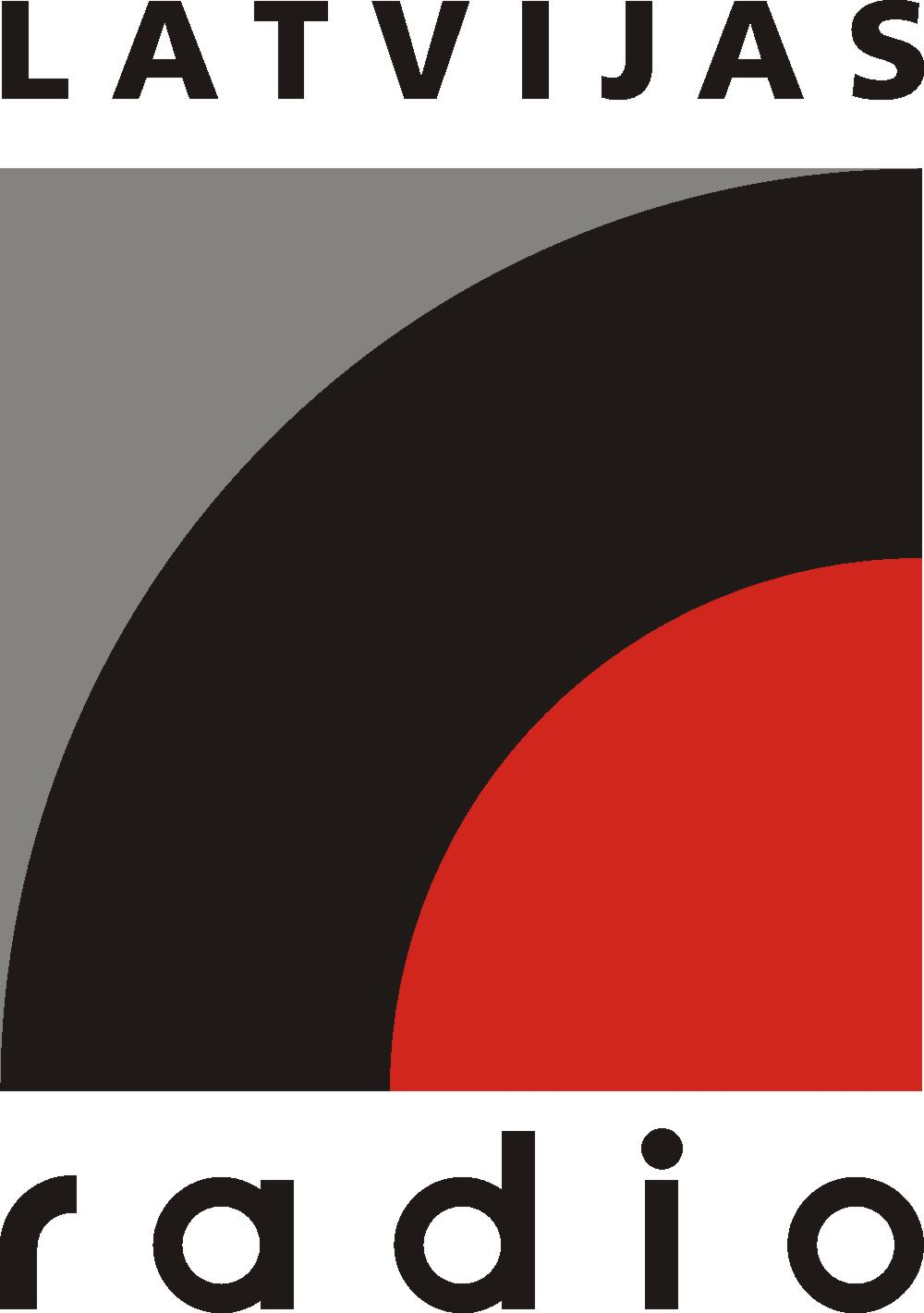
Bývalé logo Lotyšského rozhlasu

Mezi léty 1960–1995 se pořady vysílaly i ve švédštině.

## Rozhlasové stanice
Vysílá na pěti různých stanicích
- Latvijas Radio 1 vysílá zprávy, diskuse, publicistické pořady. Slogan: Latvijas Radio 1 — vienmēr pirmais (Lotyšský rozhlas 1 - vždy první).

- Latvijas Radio 2 přenáší lotyšskou hudbu. Slogan: Dziesmas dzimtajā valodā (Písně v rodném jazyce).

- Latvijas Radio 3 - Klasika se zaměřuje na klasickou a jazzovou hudbu. Slogan: Mode mainās — klasika paliek (Móda se mění - klasika zůstává).

- Latvijas Radio 4 - Doma Laukums vysílá pořady pro minority, hlavně v ruštině. Slogan: Ваше пространство и Ваше время.

- Latvijas Radio 5 - Pieci.lv je nejnovější stanicí a vysílá od 31. března 2014. Slogan: Uzgriez un ir!